# Liste der Kelurahan der Stadt Tomohon

## Liste der Kelurahan
Die nachfolgende Liste gibt den Einwohnerstand zum Jahresende 2024 (indonesisch Semester II Tahun 2024) aller 45 Kelurahan der Stadt Tomohon wieder. Zu Vergleichszwecken wurden die Einwohnerdaten der Volkszählung 2020 (indonesisch Sensus Penduduk) integriert, die in den E-Books "Kecamatan ... Dalam Angka 2021" der fünf Kecamatan dokumentiert sind.
Neben der Fläche und den Einwohnerzahlen sind auch deren Zugehörigkeiten zu den Kecamatan aufgeführt, ebenso die errechneten Ergebnisse der Bevölkerungsdichte (in Einw. je km²) sowie das Geschlechterverhältnis (Sex Ratio). Als erste Spalte ist der Strukturcode des indonesischen Innenministeriums (PUM-Kode) angegeben. Er gibt gleichfalls Aufschluss über die Zugehörigkeit der Dörfer zu den übergeordneten Verwaltungsebenen: Die ersten drei Zahlenpärchen werden durch Punkte getrennt und geben die Provinz, den Regierungsbezirk (Kabupaten) und den Distrikt (Kecamatan) an. Als letztes folgt nach einem weiteren Trennungspunkt der vierstellige „Dorfcode“ – wobei (städtisch geprägte) Kelurahan immer mit der Ziffer 1 und hingegen „normale“ (ländliche) Desa mit einer 2 beginnen. Die Statistikseiten von BPS (Badan Pusat Statistik) verwenden eine andere Nomenklatur, auf die hier aber nicht näher eingegangen werden soll, da sie nur bei den Volkszählungen Anwendung fand bzw. findet.
Alle Daten basieren auf der Fortschreibung durch die örtlichen Zivilregistrierungsbüros (Disdukcapil).
| Gebietscode | Kecamatan         | Kelurahan           | SP 2020 | Einwohner 2. Semester 2024 | Einwohner 2. Semester 2024 | Einwohner 2. Semester 2024 | Fläche km² | ermittelte Werte 2024 | ermittelte Werte 2024 |
| Gebietscode | Kecamatan         | Kelurahan           | SP 2020 | Gesamt                     | Männer                     | Frauen                     | Fläche km² | Dichte                | Sex Ratio             |
| --- | ----------------- | ------------------- | ------- | -------------------------- | -------------------------- | -------------------------- | ---------- | --------------------- | --------------------- |
| 71.73.01.1001 | Tomohon Selatan00 | Pinaras             | 2.341   | 2.491                      | 1.271                      | 1.220                      | 5,97       | 417,11                | 104,18                |
| 71.73.01.1002 | Tomohon Selatan00 | Lahendong           | 2.375   | 2.488                      | 1.279                      | 1.209                      | 7,07       | 351,84                | 105,79                |
| 71.73.01.1003 | Tomohon Selatan00 | Tondangow           | 1.258   | 1.316                      | 703                        | 613                        | 3,05       | 431,08                | 114,68                |
| 71.73.01.1004 | Tomohon Selatan00 | Pangolombian        | 2.439   | 2.681                      | 1.407                      | 1.274                      | 3,82       | 701,63                | 110,44                |
| 71.73.01.1005 | Tomohon Selatan00 | Tumatangtang        | 1.912   | 1.924                      | 964                        | 960                        | 1,59       | 1.212,20              | 100,42                |
| 71.73.01.1006 | Tomohon Selatan00 | Kampung Jawa        | 1.067   | 1.288                      | 638                        | 650                        | 1,62       | 793,59                | 98,15                 |
| 71.73.01.1007 | Tomohon Selatan00 | Lansot              | 3.032   | 3.274                      | 1.637                      | 1.637                      | 3,19       | 1.027,23              | 100,00                |
| 71.73.01.1008 | Tomohon Selatan00 | Walian              | 2.842   | 3.063                      | 1.529                      | 1.534                      | 3,76       | 814,61                | 99,67                 |
| 71.73.01.1009 | Tomohon Selatan00 | Uluindano           | 1.556   | 1.641                      | 812                        | 829                        | 0,51       | 3.232,22              | 97,95                 |
| 71.73.01.1010 | Tomohon Selatan00 | Walian Satu         | 2.025   | 2.127                      | 1.072                      | 1.055                      | 1,75       | 1.212,45              | 101,61                |
| 71.73.01.1011 | Tomohon Selatan00 | Walian Dua          | 1.733   | 1.811                      | 889                        | 922                        | 0,47       | 3.822,29              | 96,42                 |
| 71.73.01.1012 | Tomohon Selatan00 | Tumatangtang Satu00 | 2.222   | 2.206                      | 1.115                      | 1.091                      | 2,49       | 884,38                | 102,20                |
| 71.73.02.1009 | Tomohon Tengah    | Talete Satu         | 3.130   | 3.358                      | 1.672                      | 1.686                      | 3,92       | 857,38                | 99,17                 |
| 71.73.02.1010 | Tomohon Tengah    | Talete Dua          | 1.424   | 1.438                      | 705                        | 733                        | 1,24       | 1.160,61              | 96,18                 |
| 71.73.02.1011 | Tomohon Tengah    | Kamasi              | 1.815   | 1.617                      | 799                        | 818                        | 1,11       | 1.454,01              | 97,68                 |
| 71.73.02.1012 | Tomohon Tengah    | Kolongan            | 2.303   | 2.547                      | 1.243                      | 1.304                      | 0,68       | 3.741,74              | 95,32                 |
| 71.73.02.1015 | Tomohon Tengah    | Matani Satu         | 2.058   | 2.071                      | 1.049                      | 1.022                      | 2,81       | 736,46                | 102,64                |
| 71.73.02.1016 | Tomohon Tengah    | Matani Dua          | 3.122   | 3.150                      | 1.568                      | 1.582                      | 2,44       | 1.291,94              | 99,12                 |
| 71.73.02.1017 | Tomohon Tengah    | Matani Tiga         | 2.151   | 2.207                      | 1.115                      | 1.092                      | 1,56       | 1.414,65              | 102,11                |
| 71.73.02.1018 | Tomohon Tengah    | Kamasi Satu         | 1.041   | 1.066                      | 537                        | 529                        | 0,87       | 1.220,38              | 101,51                |
| 71.73.02.1019 | Tomohon Tengah    | Kolongan Satu       | 1.728   | 1.484                      | 720                        | 764                        | 1,30       | 1.142,15              | 94,24                 |
| 71.73.03.1001 | Tomohon Utara     | Tinoor Satu         | 1.747   | 1.776                      | 900                        | 876                        | 7,54       | 235,43                | 102,74                |
| 71.73.03.1002 | Tomohon Utara     | Tinoor Dua          | 1.711   | 1.769                      | 925                        | 844                        | 4,40       | 402,46                | 109,60                |
| 71.73.03.1003 | Tomohon Utara     | Kinilow             | 2.190   | 2.461                      | 1.250                      | 1.211                      | 5,00       | 491,85                | 103,22                |
| 71.73.03.1004 | Tomohon Utara     | Kakaskasen Satu     | 3.428   | 3.447                      | 1.782                      | 1.665                      | 8,39       | 410,69                | 107,03                |
| 71.73.03.1005 | Tomohon Utara     | Kakaskasen Dua      | 4.100   | 4.395                      | 2.230                      | 2.165                      | 7,83       | 561,04                | 103,00                |
| 71.73.03.1006 | Tomohon Utara     | Kakaskasen Tiga     | 2.960   | 3.620                      | 1.853                      | 1.767                      | 1,46       | 2.473,02              | 104,87                |
| 71.73.03.1007 | Tomohon Utara     | Wailan              | 1.675   | 3.651                      | 1.878                      | 1.773                      | 7,18       | 508,55                | 105,92                |
| 71.73.03.1008 | Tomohon Utara     | Kayawu              | 2.903   | 2.933                      | 1.496                      | 1.437                      | 7,07       | 414,90                | 104,11                |
| 71.73.03.1009 | Tomohon Utara     | Kinilow Satu        | 2.893   | 2.938                      | 1.503                      | 1.435                      | 7,21       | 407,43                | 104,74                |
| 71.73.03.1010 | Tomohon Utara     | Kakaskasen          | 2.602   | 2.704                      | 1.355                      | 1.349                      | 2,51       | 1.077,38              | 100,44                |
| 71.73.04.1001 | Tomohon Barat     | Woloan Satu         | 2.500   | 2.624                      | 1.352                      | 1.272                      | 1,05       | 2.510,28              | 106,29                |
| 71.73.04.1002 | Tomohon Barat     | Woloan Dua          | 2.689   | 2.526                      | 1.288                      | 1.238                      | 2,69       | 939,52                | 104,04                |
| 71.73.04.1003 | Tomohon Barat     | Woloan Tiga         | 1.838   | 2.865                      | 1.451                      | 1.414                      | 3,75       | 764,41                | 102,62                |
| 71.73.04.1004 | Tomohon Barat     | Taratara Satu       | 1.746   | 1.877                      | 967                        | 910                        | 10,73      | 174,85                | 106,26                |
| 71.73.04.1005 | Tomohon Barat     | Taratara Dua        | 1.913   | 1.813                      | 917                        | 896                        | 8,58       | 211,21                | 102,34                |
| 71.73.04.1006 | Tomohon Barat     | Woloan Satu Utara   | 2.447   | 1.963                      | 977                        | 986                        | 1,65       | 1.188,40              | 99,09                 |
| 71.73.04.1007 | Tomohon Barat     | Taratara            | 1.939   | 2.053                      | 1.046                      | 1.007                      | 5,03       | 408,53                | 103,87                |
| 71.73.04.1008 | Tomohon Barat     | Taratara Tiga       | 1.869   | 1.901                      | 981                        | 920                        | 7,23       | 262,97                | 106,63                |
| 71.73.05.1001 | Tomohon Timur     | Paslaten Satu       | 3.524   | 3.239                      | 1.587                      | 1.652                      | 3,62       | 893,71                | 96,07                 |
| 71.73.05.1002 | Tomohon Timur     | Paslaten Dua        | 3.380   | 3.243                      | 1.635                      | 1.608                      | 3,75       | 864,68                | 101,68                |
| 71.73.05.1003 | Tomohon Timur     | Rurukan             | 1.872   | 1.983                      | 1.011                      | 972                        | 5,23       | 379,24                | 104,01                |
| 71.73.05.1004 | Tomohon Timur     | Rurukan Satu        | 1.351   | 1.413                      | 701                        | 712                        | 1,88       | 749,64                | 98,46                 |
| 71.73.05.1005 | Tomohon Timur     | Kumelembuay         | 1.301   | 1.370                      | 715                        | 655                        | 4,03       | 339,99                | 109,16                |
| 0Erklärung: Satu = 1, Dua = 2, Tiga = 3, Empat = 4, Utara = Nord, Timur = Ost, Selatan = Süd, Barat = West, Tengah = Mitte |                   |                     |         |                            |                            |                            |            |                       |                       |